# Kaja Silverman
Kaja Silverman is een Amerikaans filmrecensent, feminist en schrijver. Zij gaf les aan de Yale University, Trinity College, Simon Fraser University, Brown University en de University of Rochester.
Silverman is auteur van verschillende artikelen en boeken.

## Werk
- 1982 - The subject of semiotics (Oxford University Press)
- 1988 - The acoustic mirror: The female voice in psychoanalysis and cinema (Indiana University Press)
- 1992 - Male subjectivity at the margins (Routledge Press)
- 1996 - The threshold of the visual world (Routledge Press)
- 1998 - Speaking about Godard (met Harun Farocki; New York University Press)
- 2000 - World spectators (Stanford University Press)
- 2002 - James Coleman (Hatje Cantz)